# Witte kluifzwam
De witte kluifzwam (Helvella crispa) is een schimmel uit de familie Helvellaceae.

## Kenmerken

### Uiterlijke kenmerken
Hoed
De witte kluifzwam heeft een vruchtlichaam van vijf tot vijftien centimeter groot. De hoed meet drie tot zes centimeter, is meestal zadelvormig en bestaat uit twee of drie lobben. De bovenzijde van de hoed is vuilwit tot crème-oker, de ruw behaarde onderzijde crème tot geelbruin. De rand van de hoed staat vrij van de steel.
Steel
De steel is wit tot grijsbruin van kleur en  in de lengte diep gegroefd. Hij  wordt vier tot dertien centimeter hoog, met een doorsnede van een tot vijf centimeter. Het is bolvormig aan de onderkant en loopt taps toe naar de punt. De steel doorkruist door onregelmatige en langwerpige holtes.
Smaak en geur
Jonge exemplaren hebben een aangename geur en smaak, terwijl oude een zeer zoete geur en smaak hebben.
Sporenprint
De sporenprint is wit. 

### Microscopische kenmerken
De asci is 8-sporig, cilindrisch, ongeveer 240-290 × 15-18 µm groot. De sporen zijn hyaliene, elliptisch van vorm en glad. Ze meten 16-20 × 10-12 μm.

## Gelijkende soorten
De paddenstoel kan verward worden met bleke exemplaren van de zwarte kluifzwam (Helvella lacunosa), bij deze is de hoedrand echter niet overal los van de steel.

## Ecologie
Het is een saprofyt die groeit in bossen of bosranden op humusrijk zand, klei en leem. De paddenstoelen zijn 's zomers en in de herfst zichtbaar en worden vooral in de nabijheid van eiken aangetroffen.

## Verspreiding en levenswijze
De witte kluifzwam is in de lage landen een vrij algemene soort.

## Toxiciteit
In deze paddenstoel zit het in dierproeven kankerverwekkende monomethylhydrazine (na hydrolyse van het aanwezige giromitrine), dat ook spijsverteringsklachten kan veroorzaken. De stof komt er 5 milligram per kilogram voor en wordt bij verhitting grotendeels afgebroken.